# Lazarussuchus
Lazarussuchus is een geslacht van uitgestorven reptielen, behorend tot de orde der Choristodera, waarvan de naam de krokodil van Lazarus betekent. Lazarussuchus wordt zeer basaal in de Choristodera geplaatst. Fossielen van dit geslacht zijn gevonden in Frankrijk en Tsjechië in lagen uit het Oligoceen en Mioceen. Er zijn twee soorten benoemd:
- Lazarussuchus inexpectatus
- Lazarussuchus dvoraki

Beide soorten werden tussen de veertig en de zestig centimeter lang en beide soorten waren vierpotige carnivoren (vleeseters) en/of piscivoren (viseters) met een amfibische levenswijze.

## Vondst en naamgeving
Voor de vondst van Lazarussuchus-materiaal werd er altijd gedacht dat de Choristodera, benoemd door de fossielenverzamelaar en paleontoloog Edward Drinker Cope in 1884 naar aanleiding van de ontdekking van een nieuw geslacht van reptielen, Champsosaurus (Neochoristodera), in 1876, ook door Edward Drinker Cope benoemd, die een groep moest hebben, het tot en met het Laat-Eoceen uithielden, maximaal tot in het Vroeg-Oligoceen. Van Champsosaurus werd gedacht dat het een der laatste choristoderen was.
In 1992 werd in Frankrijk echter materiaal van een choristodere gevonden en in hetzelfde jaar benoemd door Hecht. Dit geslacht werd Lazarussuchus gedoopt met de soort Lazarussuchus inexpectatus en leverde direct bewijs op dat de choristoderen nog tot in het Laat-Oligoceen uithielden.
Dertien jaar later, in 2005, werd er in Tsjechië materiaal van een tweede soort in het geslacht Lazarussuchus gevonden. Nog in 2005 werd de soort Lazarussuchus dvoraki door William Harry Evans en Klembara benoemd. Ook deze ontdekking was schokkend voor paleontologen, want de lagen dateerden uit het Vroeg-Mioceen. Deze soort was zo'n twaalf miljoen jaar jonger dan de Lazarussuchus inexpectatus, wiens naam al Lazarussuchus de onverwachte betekent. Lazarussuchus dvoraki had de periode waarin de Choristodera nog op aarde rondliepen verlengd met zo'n tien tot vijftien miljoen jaar, een nieuw record, zeker nadat deze periode al verlengd was met zo'n vijfentwintig tot dertig miljoen jaar door de mogelijke choristodere Pachystropheus uit het Trias.

## Uiterlijke kenmerken
Lazarussuchus leek oppervlakkig op een kruising van een krokodilachtige met slanke kaken (zoals de pantserkrokodil, de zoetwaterkrokodil of de onechte gaviaal) en een hagedis of varaanachtige. De schedel en de poten leken op die van krokodilachtigen, maar het lichaam, de staart en de huid leken meer op die van een hagedis. Hoewel de schedel bij de twee soorten uit het geslacht Lazarussuchus verschillen, had ook de schedel enkele hagedisachtige trekjes zoals de plaatsing van de ogen. Dit laat zien dat Lazarussuchus minder aan het leven in het water aangepast was dan moderne krokodilachtigen.
De schedel heeft een vrij lange snuit en is vrij laag. Hij vertoont grote gelijkenis met die van andere leden van de Choristodera als Champsosaurus, hoewel deze veel geavanceerder was en anders dan Lazarussuchus ook in zee voorkwam. Net als bij Champsosaurus zaten er twee opvallende gaten achter de oogkassen waar zich kaakspieren aan konden hechten voor een optimale bijtkracht, hoewel deze gaten bij Lazarussuchus veel kleiner waren dan bij Champsosaurus. De ogen zaten vrij ver naar voren op de snuit en de neusgaten vrij ver naar achteren. De snuit eindigde in een kleine verdikking, waardoor er een kleine hoek ontstond in de kaak. Deze zorgde voor een soort kleine overbeet die het voor de prooi zeer moeilijk maakte om te ontsnappen. De tanden stonden naar achteren gebogen zodat de prooi er in bleef haken en alleen maar vaster kwam te zitten als deze zich probeerde los te worstelen.
De nek was van gemiddelde lengte en vrij krachtig. Mogelijk zat er ook nog een kleine keelflap onder de kop en de nek als die van een pelikaan, maar dan veel kleiner. De rug was iets hoger en breder bij de borst, maar liep verder horizontaal. De poten leken op die van een krokodilachtige, maar bij Lazarussuchus waren ze groter en langer. Waarschijnlijk kon Lazarussuchus zich sneller voortbewegen dan moderne krokodilachtigen vanwege de lange, gespierde poten die daar geschikt voor waren. De voet was vrij slank en tussen de (vermoedelijk vijf) korte tenen zaten mogelijk zwemvliezen. De staart was korter dan die van moderne krokodilachtigen, ongeveer iets meer dan de helft van het lichaam. waarschijnlijk zwom Lazarussuchus door zijwaartse bewegingen met de staart te maken. Lazarussuchus was een choristodere van gemiddelde lengte, zo'n veertig tot zestig centimeter.

## Levenswijze

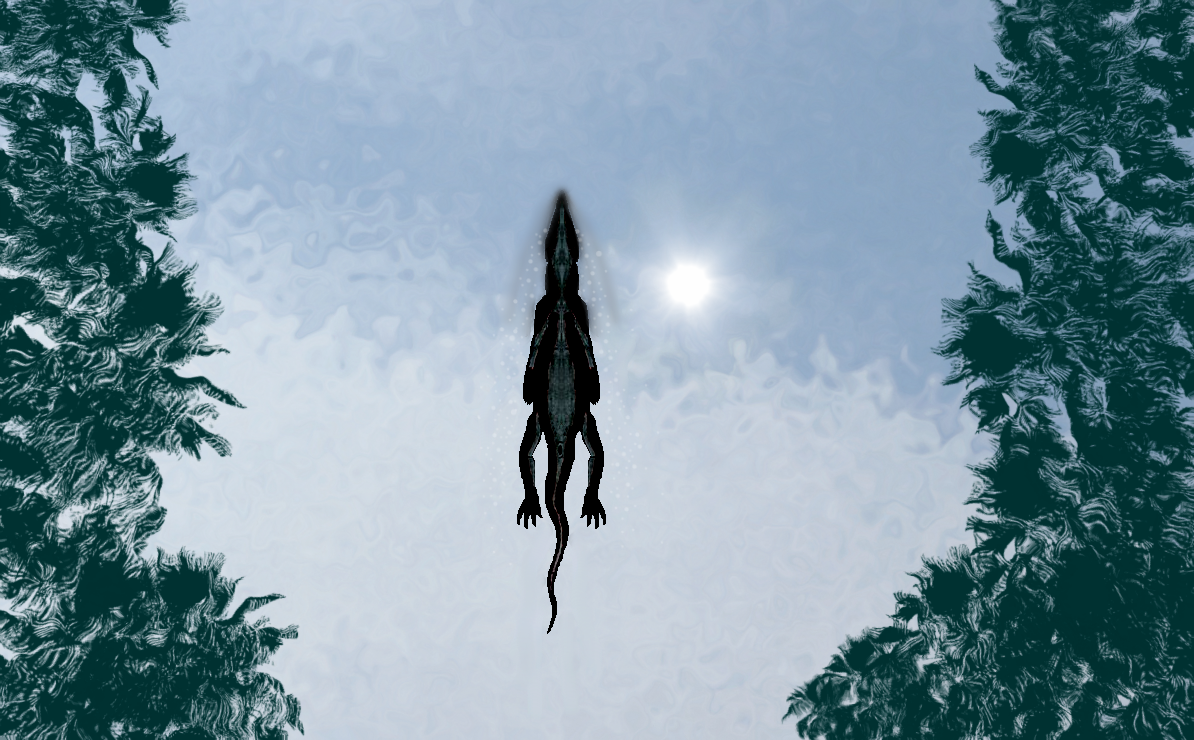
Onderaanzicht van Lazarussuchus zwemmend voor de zon.

Dankzij het iets krokodilachtige uiterlijk denkt men dat Lazarussuchus waarschijnlijk een goede zwemmer was. Lazarussuchus leefde vermoedelijk in zoet en brak water zoals rivieren, meren en de mangrove. Aangezien Lazarussuchus slechter aan het water aangepast was dan sommige andere leden van de Choristodera als Champsosaurus kwam Lazarussuchus zelden of niet in de zee. Als dit niet het geval was, ging hij in ieder geval niet naar de diepere wateren, maar bleef hij dicht bij de kust. Als Lazarussuchus aan land kwam zou hij onhandiger en langzamer zijn geweest dan in het water. Hij was dan kwetsbaar voor predatoren, dus bleef waarschijnlijk zo lang mogelijk in het water, hoewel hij vermoedelijk wel op het land sliep. Toch was Lazarussuchus beter aangepast aan het leven op het land dan sommige andere choristoderen. Dit zorgde er waarschijnlijk voor dat Lazarussuchus zo lang wist te overleven omdat hij zowel voedsel van het land als uit het kon halen. Lazarussuchus was dus een generalist, de gemiddelde choristodere, wat maakte dat hij zich zeer goed kon aanpassen aan andere omgevingen. Lazarussuchus was waarschijnlijk een solitair dier, dat alleen soortgenoten per toeval tegenkwam of als er een prooi was die andere Lazarussuchus aantrok. Verder zochten Lazarussuchus elkaar alleen op in de paartijd, waarin ze misschien in groten getale bijeen kwamen om te paren. Het was vermoedelijk zo dat het vrouwtje iets groter was dan het mannetje, iets wat vaak bij reptielen voorkomt.
Over het nestelgedrag van choristoderen is bijna niets bekend. Als het zo was dat Lazarussuchus alleen in zoet of brak water leefde, dan begroef hij zijn eieren waarschijnlijk in een kuil, zoals krokodilachtigen vandaag de dag nog steeds doen, om vervolgens te wachten tot ze uitkwamen. Het kan zijn dat de moeder er dan een tijdje bij in de buurt bleef hangen om de eieren tegen roofdieren te beschermen. Als de eieren uitgekomen waren kan het zijn dat de moeder er nog even bij in de buurt bleef, om ze vervolgens te verlaten. Als het zo was dat Lazarussuchus een zeedier was, dan was de moeder in de tijd dat de eieren gelegd moesten worden vermoedelijk de rivier of mangrove op gezwommen om aan de rand van het water de eieren te leggen en te begraven. Het zou kunnen dat ze ook in dat geval nog een tijdje bij de eieren bleef om te kijken hoe het ze verging en ze te beschermen. Ook bij die theorie is het mogelijk dat ze de jongen nog een tijdje beschermde als ze uitgekomen waren. Als de jongen dan voor zichzelf konden zorgen en een beetje gegroeid waren zou ze de zee weer opgezwommen zijn. Het kan ook dat de moeder de eieren op het strand legde en dan begroef, zoals moderne zeeschildpadden doen.
Hoewel Lazarussuchus waarschijnlijk wel goed genoeg aan het land aangepast was om op het land te gaan en haar eieren te leggen, kan het ook zijn dat ze levendbarend was. Dit is ook bekend bij andere prehistorische reptielen die in de zee leefden als leden van de krokodilachtige familie der Metriorhynchidae, ichthyosauriërs, mosasauriërs en mogelijk ook sommige geslachten plesiosauriërs en pliosauriërs. Dit is echter erg onwaarschijnlijk en nog nooit er is nog nooit fossiel bewijs voor aangetroffen, noch bij Lazarussuchus, noch bij andere choristoderen. Het kan zijn dat de moeder ook de vader aanviel als die te dichtbij kwam. Dit zou de moeder uit bescherming gedaan hebben omdat kannibalisme vaak bij reptielen voorkomt, dus waarschijnlijk ook bij Lazarussuchus.

## Eetpatroon
Aangezien Lazarussuchus vermoedelijk veel van zijn leven in het water leefde is het bijna zeker dat vis en kleine amfibieën op het menu van Lazarussuchus stonden. Verder at Lazarussuchus ook eieren, insecten en andere kleine dieren als hagedissen en kleine zoogdieren.
Het kan zijn dat Lazarussuchus viste als krokodilachtigen door te liggen wachten of uithalen met de kaken, maar het kan ook zijn dat Lazarussuchus op vis joeg als een dolfijn, door de prooi achterna te zitten. Het laatste is het waarschijnlijkst omdat de schedel van Lazarussuchus daar geschikter voor was omdat de kaken te kort en te dik waren om uit te halen, maar juist wel goed gestroomlijnd voor een achtervolging. Door de gemiddelde lengte gleed het water soepel langs de schedel en vervolgens langs het hele dier, maar de schedel was niet zo gestroomlijnd (en dus lang, als bij een gangesgaviaal) dat het hem afremde. Aan de andere kant was Lazarussuchus slechter aangepast aan het water dan krokodilachtigen, laat staan dolfijnen, dus kan Lazarussuchus van beide mogelijkheden of een andere mogelijkheid gebruikgemaakt hebben. Het is mogelijk dat Lazarussuchus vlak bij de waterkant zat en zich in het water liet glijden als er een potentiële prooi voorbij kwam.
Het kan ook zijn dat Lazarussuchus veel afhankelijker was van grote prooien dan van vis. Zo waren de kaken bij Lazarussuchus robuust en dik genoeg om prooien in het water te sleuren, anders dan de kaken van sommige andere choristoderen als Champsosaurus, wiens kaken zouden kunnen breken als de prooi tegenstribbelde. Lazarussuchus zou zich kunnen verbergen onder water om vervolgens op te springen en de prooi bij de neus of de kop te grijpen om vervolgens de prooi met kracht het water in te sleuren. Toch zitten de neusgaten en ogen van Lazarussuchus niet zo hoog op de snuit, waardoor hij niet zoals de moderne nijlkrokodil zijn neusgaten en ogen boven water kon houden, terwijl de rest van het lichaam onzichtbaar is. Ofwel Lazarussuchus moet van een andere strategie gebruikgemaakt moeten hebben, of hij moest zijn adem inhouden. Door al deze mogelijkheden is het moeilijk om het eetpatroon van Lazarussuchus te bepalen, wat daardoor ook omstreden is.

## Ecologie
Deze paragraaf beschrijft de ecologie van beiden soorten. Omdat zij beiden in een ander gebied leefden worden de beide soorten apart beschreven. De afbeeldingen rechts tonen het bovenaanzicht van de kop van beide soorten (niet op schaal).

### Lazarussuchus inexpectatus
Lazarussuchus inexpectatus leefde in Frankrijk in het Laat-Oligoceen samen met verschillende zoogdieren als Elomeryx, leden van de familie der Cainotheriidae, enkele soorten apen, entelodonten, katachtigen als Nimravus en Eusmilus, beerhonden als Amphicyon, wasbeerachtigen als Plesictis en creodonten als Hyaenodon. Ook leefden er verschillende vogels zoals Palaeodus, een waadvogel en vele eendachtigen. Verder leefde Lazurussuchus inexpectatus ook samen met kikkers als Palaeobatrachus, salamanders, vissen en de krokodilachtige Diplocynodon. Lazarussuchus inexpectatus was een middelgroot roofdier met een amfibische levenswijze en samen met de Diplocynodon verving Lazarussuchus inexpectatus de grote populatie choristoderen en krokodilachtigen die in het Laat-Eoceen deels uitstierf. Hoewel Lazarussuchus inexpectatus kleiner was verving hij de niches van de laatste leden van de superfamilie Neochoristodera als Champsosaurus en Simoedosaurus. Zelf werd Lazarussuchus inexpectatus vervangen door en evolueerde in Lazarussuchus dvoraki uit Tsjechië. Waarschijnlijk stierf Lazarussuchus inexpectatus uit vanwege de te grote concurrentie met de modernere krokodilachtigen die leefden in Frankrijk.

### Lazarussuchus dvoraki
Lazarussuchus dvoraki leefde in Tsjechië in het Vroeg-Mioceen samen met verschillende zoogdieren als de olifantachtige Deinotherium, paardachtigen en de aap Pliopithecus. Ook leefde Lazarussuchus dvoraki samen met aalscholvers, eendachtigen en andere waadvogels en mogelijk ook enkele zangvogels, de krokodilachtigen Diplocynodon en Gavialosuchus, kikkers en padden, salamanders en vissen. Lazarussuchus dvoraki was net als zijn vroegere verwant Lazarussuchus inexpectatus een middelgroot roofdier met een amfibische levenswijze. Hij verving de ecologische niche van Lazarussuchus inexpectatus, maar moest helemaal van Frankrijk naar Tsjechië om de sterker wordende concurrentie met krokodilachtigen achter zich te laten, hoewel ook hier krokodilachtigen leefden. Lazarussuchus dvoraki stierf ongeveer 16 miljoen jaar geleden uit, althans, zo lijkt dat. Evans en Klembara, de benoemers van Lazarussuchus dvoraki zeggen dat Lazarussuchus dvoraki, of een andere choristodere die daaruit geëvolueerd zou kunnen zijn, het nog tot het Laat-Plioceen zou kunnen uithouden als er wordt gekeken naar het klimaat, omdat het klimaat stabiel bleef tot het Laat-Plioceen, pas toen begon het klimaat kouder te worden en zou de aanhoudende permafrost komen in Europa die een voorbode van de komende ijstijd zou vormen. Het zou dus kunnen dat de choristoderen het nog twaalf miljoen jaar langer uitgehouden hebben, totdat het begin van de ijstijd ze de das om deed.

## Lazarustaxon
De term lazarustaxon wordt gebruikt als een taxon (geslacht of groep) een tijd niet meer in het fossielenbestand is waargenomen en dan ineens weer opduikt, zoals het geval is bij Lazarussuchus. Lazarussuchus staat basaler in de stamboom dan de oudst bekende choristodere, Pachystropheus (Laat-Trias), wat dus wil zeggen dat basale choristoderen als Lazarussuchus voor Pachystropheus ontstaan zijn. Dit zorgt voor een periode van ongeveer 170 miljoen jaar waarin deze basale choristoderen niet zijn waargenomen in het fossielenbestand, maar waarna ze toch ineens opduiken met het geslacht Lazarussuchus, er wordt een zogenaamde ghost lineage gecreëerd. Dit is een fylogenetische afstammingslijn waarvan aantoonbaar is dat ze bestaat, maar waarvoor onvoldoende paleontologisch bewijs voorhanden is.

## Fylogenie

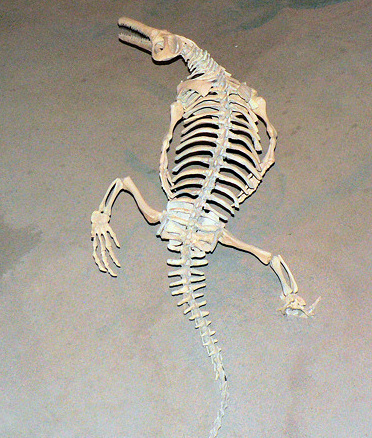
Champsosaurus is een bekende verwant van Lazarussuchus.

Lazarussuchus wordt door sommigen als de meest basale choristodere gezien, anderen zijn voorzichtiger door slechts bij de stelling te blijven dat Lazarussuchus zeer basaal in de Choristodera stond, wel basaler dan Pachystropheus. Omdat er weinig over de oorsprong van de choristodera bekend is en er weinig choristoderen zijn die bij Lazarussuchus in de buurt komen, is het moeilijk om de nauwe verwantschappen tussen de basale choristoderen te bepalen. Het waarschijnlijkst is dat Lazarussuchus het nauwst verwant was aan andere choristoderen die ongeveer eenzelfde plek in de stamboom hebben als Irenosaurus en Khurendukhosaurus, hoewel hun plaatsing ook niet zeker is, net als die van Lazarussuchus. Ook Cteniogenys was een vrij basale choristodere, maar stond zonder meer veel hoger in de stamboom, dichter bij de Hyphalosauridae en de Monjurosuchidae, dan bij Irenosaurus, Khurendukhosaurus en zeker Lazarussuchus.
Omdat er zo weinig over de Choristodera bekend is, weet men ook weinig over hun oorsprong, maar aan de basis stonden waarschijnlijk wel kleine hagedisachtige diertjes met een semi-aquatische levenswijze die leken op Lazarussuchus. Waarschijnlijk zijn de Choristodera een basale zijtak van de Archosauromorpha, en een zustergroep van de Avicephala, de Prolacertiformes, de Rhynchosauria en de Trilophosauria. Hoewel verschillende andere posities ook mogelijk zijn. Het is bijvoorbeeld gesuggereerd dat de Choristodera binnen de Lepidosauromorpha geplaatst moeten worden. De Choristodera moet in ieder geval gerekend worden tot de Diapsida.
De plaats van Lazarussuchus in de stamboom van de Choristodera was waarschijnlijk als volgt:
|                         | Pachystropheus                      |
|                         |                                     |
|                         | \| Suborde Neochoristodera \| \| \| |
|                         |                                     |
| Suborde Neochoristodera |                                     |
|                         |                                     |

| Suborde Neochoristodera |
|                         |

|                         | Pachystropheus                      |
|                         |                                     |
|                         | \| Suborde Neochoristodera \| \| \| |
|                         |                                     |
| Suborde Neochoristodera |                                     |
|                         |                                     |

| Suborde Neochoristodera |
|                         |

|                         | Pachystropheus                      |
|                         |                                     |
|                         | \| Suborde Neochoristodera \| \| \| |
|                         |                                     |
| Suborde Neochoristodera |                                     |
|                         |                                     |

| Suborde Neochoristodera |
|                         |

|                         | Pachystropheus                      |
|                         |                                     |
|                         | \| Suborde Neochoristodera \| \| \| |
|                         |                                     |
| Suborde Neochoristodera |                                     |
|                         |                                     |

| Suborde Neochoristodera |
|                         |

|                         | Pachystropheus                      |
|                         |                                     |
|                         | \| Suborde Neochoristodera \| \| \| |
|                         |                                     |
| Suborde Neochoristodera |                                     |
|                         |                                     |

| Suborde Neochoristodera |
|                         |

|                         | Pachystropheus                      |
|                         |                                     |
|                         | \| Suborde Neochoristodera \| \| \| |
|                         |                                     |
| Suborde Neochoristodera |                                     |
|                         |                                     |

| Suborde Neochoristodera |
|                         |

|                         | Pachystropheus                      |
|                         |                                     |
|                         | \| Suborde Neochoristodera \| \| \| |
|                         |                                     |
| Suborde Neochoristodera |                                     |
|                         |                                     |

| Suborde Neochoristodera |
|                         |

|                         | Pachystropheus                      |
|                         |                                     |
|                         | \| Suborde Neochoristodera \| \| \| |
|                         |                                     |
| Suborde Neochoristodera |                                     |
|                         |                                     |

| Suborde Neochoristodera |
|                         |